# 봉화고등학교
봉화고등학교(奉化高等學校)는 대한민국 경상북도 봉화군 봉화읍 삼계리에 있는 공립 고등학교이다.

## 학교 연혁
- 1948년 8월 6일 : 봉화중학교 설립인가
- 1948년 9월 20일 : 봉화농림중학교 개교
- 1951년 9월 20일 : 봉화중학교로 개칭
- 1953년 4월 1일 : 봉화농업고등학교 설립인가(3학급)
- 1953년 5월 5일 : 봉화농업고등학교 개교
- 1958년 4월 15일 : 봉화고등학교로 개칭
- 1959년 4월 15일 : 봉화중·고등학교 병합
- 1969년 3월 5일 : 봉화여자중학교 분리
- 1972년 3월 1일 : 봉화여자고등학교 분리
- 1999년 9월 16일 : 별관교사 2개 교실증축준공(정규교실 본관 30실, 별관 12실)
- 2007년 3월 1일 : 봉화고등학교와 봉화여자고등학교 통합
- 2007년 8월 13일 : 자율학교 지정
- 2008년 8월 26일 : 기숙형공립고 지정
- 2009년 10월 30일 : 봉향역사관 개관
- 2010년 3월 1일 : 도지정 경제교육 연구학교 운영(2년간)
- 2012년 3월 1일 : 선진형 교과교실제 운영
- 2012년 3월 1일 : 신문활용교육(NIE) 연구학교 운영(2년간)
- 2012년 9월 3일 : 자율형 공립고 지정ㆍ고시
- 2013년 3월 1일 : 자율형 공립고 운영(5년간)
- 2013년 3월 1일 : 자율형 공립고 연구학교 운영(2년간)
- 2017년 8월 17일 : 자율형 공립고 지정연장(5년간)
- 2018년 3월 1일 : '자율형 공립고' 운영(5년간)
- 2021년 3월 1일 : 고교학점제 선도학교 운영(2년차)
- 2024년 1월 4일 : 2023학년도 졸업식 제69회 졸업(77명) 총인원 11,760명
- 2024년 3월 1일 : 제30대 여병태 교장 취임
- 2024년 3월 4일 : 2024학년도 입학식(남 46명, 여 44명 계 90명)

## 참고 자료
- 봉화고등학교 - 한국교육학술정보원 학교알리미